# Дюбойс (округ, Індіана)
Шаблон:StateAbbr_ 38°22′ пн. ш. 86°53′ зх. д. / 38.36° пн. ш. 86.88° зх. д.
Округ Дюбойс (англ. Dubois County) — округ (графство) у штаті Індіана, США. Ідентифікатор округу 18037.

## Історія
Округ утворений 1817 року.

## Демографія
За даними перепису
2000 року
загальне населення округу становило 39674 осіб, зокрема міського населення було 18757, а сільського — 20917.
Серед мешканців округу чоловіків було 19619, а жінок — 20055. В окрузі було 14813 домогосподарства, 10743 родин, які мешкали в 15511 будинках.
Середній розмір родини становив 3,13.
Віковий розподіл населення поданий у таблиці:
| Стать    | До 15 років | 15-21 | 22-29 | 30-39 | 40-49 | 50-65 | 65-85 | Понад 85 |
| -------- | ----------- | ----- | ----- | ----- | ----- | ----- | ----- | -------- |
| Чоловіки | 4467        | 1985  | 1934  | 3161  | 3179  | 2855  | 1842  | 196      |
| Жінки    | 4499        | 1747  | 1676  | 3002  | 3060  | 2985  | 2589  | 497      |

## Суміжні округи
- Мартін — північ
- Орандж — північний схід
- Кроуфорд — схід
- Перрі — південний схід
- Спенсер — південь
- Воррік — південний захід
- Пайк — захід
- Дейвісс — північний захід

## Виноски
1. ↑  U.S. Decennial Census. United States Census Bureau. Архів оригіналу за 26 квітня 2015. Процитовано 10 липня 2014.
2. ↑  Historical Census Browser. University of Virginia Library. Архів оригіналу за 11 серпня 2012. Процитовано 10 липня 2014.
3. ↑  Population of Counties by Decennial Census: 1900 to 1990. United States Census Bureau. Архів оригіналу за 4 жовтня 2014. Процитовано 10 липня 2014.
4. ↑  Census 2000 PHC-T-4. Ranking Tables for Counties: 1990 and 2000 (PDF). United States Census Bureau. Архів оригіналу (PDF) за 18 грудня 2014. Процитовано 10 липня 2014.
5. ↑  Dubois County QuickFacts. Бюро перепису населення США. Архів оригіналу за 7 червня 2011. Процитовано 17 вересня 2011.(англ.) Наведено за англійською вікіпедією.
6. ↑  American FactFinder. Бюро перепису населення США. Архів оригіналу за 21 травня 2008. Процитовано 31 січня 2008.

| США | Це незавершена стаття з географії США. Ви можете допомогти проєкту, виправивши або дописавши її. |